# Markus Friedrich (Historiker)
Markus Friedrich (* 30. Juni 1974 in Ansbach) ist ein deutscher Historiker. Seit 2013 lehrt er als Professor für Europäische Geschichte der Frühen Neuzeit an der Universität Hamburg. Friedrich ist in der Fachwelt vor allem mit Studien zu den Jesuiten und dem frühneuzeitlichen Archivwesen hervorgetreten.

## Leben
Markus Friedrich besuchte von 1984 bis 1993 das Gymnasium Miesbach. Nach dem Abitur studierte er von 1993 bis 1998 an der Ludwig-Maximilians-Universität München Neuere Geschichte, Mittelalterliche Geschichte und Philosophie. Von 1998 bis 2003 war er wissenschaftlicher Angestellter am Lehrstuhl von Winfried Schulze an der Universität München. Im Jahr 2002 wurde er promoviert mit der Arbeit über den Helmstedter Hofmannstreit und seine Wirkungen auf das Luthertum um 1600. Von 2003 bis 2004 war Friedrich Feodor-Lynen-Stipendiat der Alexander von Humboldt-Stiftung und hatte einen Forschungsaufenthalt an der Duke University. Im Jahr 2005 wurde er Assistent am Historischen Seminar der Johann Wolfgang Goethe-Universität Frankfurt am Main am Lehrstuhl von Luise Schorn-Schütte für Neuere Allgemeine Geschichte unter besonderer Berücksichtigung der Frühen Neuzeit, wo er sich mit der Arbeit Der lange Arm Roms? Globale Verwaltung und Kommunikation im Jesuitenorden (1540–1773) habilitierte. 
Friedrich hatte 2008/9 einen Forschungsaufenthalt am Boston College in Chestnut Hill. Nach einer zweisemestrigen Lehrstuhlvertretung am Historischen Institut der Universität Rostock (2011/12) hatte er im Sommersemester 2012 ein Fellowship am Max-Planck-Institut für Wissenschaftsgeschichte in Berlin. Im Wintersemester 2012/2013 lehrte er als Vertretungsprofessor für Wissenskulturen Europas an der Universität Erfurt und war Kommissarischer Leiter des Forschungszentrums Gotha der Universität Erfurt. Im Jahr 2013 nahm er einen Ruf auf den Lehrstuhl der Geschichte der Frühen Neuzeit an der Universität Hamburg an. Ihm wurde 2011 der Heinz-Maier-Leibnitz-Preis der Deutschen Forschungsgemeinschaft und des Bundesministeriums für Wissenschaft und Forschung verliehen. Friedrich ist Mitherausgeber des Jahrbuches für Europäische Geschichte und der Reihe Cultures and Practices of Knowledge in History bei De Gruyter Oldenbourg.
Er ist verheiratet und hat zwei Kinder.

## Forschungsschwerpunkte
Seine Arbeitsschwerpunkte sind die Religionsgeschichte der Frühen Neuzeit als Kulturgeschichte, Wissens- und Informationsgeschichte als Herrschaftsgeschichte, Archive und Archivkultur im Frühneuzeitlichen Europa und die Geschichte der Genealogie. Mit seiner Dissertation zum Helmstedter Hofmannstreit legte er eine einschlägige Arbeit zu Luthertum und Späthumanismus sowie zum Verhältnis von Theologie und Philosophie in der frühen Neuzeit vor. Seine Habilitationsschrift widmete sich der Herrschaftsausübung und den administrativen und kommunikativen Praktiken im Jesuitenorden. Nach Hillard von Thiessen stellt diese Arbeit „einen wichtigen Beitrag zur Alltagsgeschichte von Kommunikation und Machtbeziehungen zwischen Zentrum und Peripherie“ dar.
Im Jahr 2013 veröffentlichte er die Darstellung Die Geburt des Archivs. Eine Wissensgeschichte. Friedrich wählt einen kulturwissenschaftlichen Ansatz. Damit distanziert er sich von einer Archivgeschichte, die sich nur auf einzelne Institutionen beschränkt oder Archive lediglich in verwaltungsgeschichtlichen Prozessen kontextualisiert. Mit seinem Werk will er eine „praxisbezogene Archivgeschichte“ vorlegen und die „wachsende und stets vielfältige, teilweise auch ambivalente oder gar widersprüchliche Bedeutung der Archive für die europäische Kultur und Gesellschaft der Frühen Neuzeit“ darstellen. Das Werk konzentriert sich auf den europäischen Raum mit Schwerpunkt Frankreich und Deutschland. Friedrich will für den Beobachtungszeitraum von 1500 bis 1790 zeigen, „wie Archive in der Vormoderne zu einem festen Bestandteil des gesellschaftlichen, politischen und intellektuellen Lebens in Europa wurden“. Er arbeitet „den Sitz der Archive im Leben der Menschen“ aus verschiedenen Perspektiven heraus. In seinem Epilog möchte Friedrich auch andeuten, „in welcher Weise das Archiv als genuin vormodernes Phänomen auch über die vermeintliche Epochenschwelle 1800 hinweg die Wissenskultur Europas seither prägt“. Im Ergebnis stellt er fest, dass Archive im genannten Zeitraum „Gegenstand unterschiedlicher und widersprüchlicher Interessen“ und damit „Objekte gesellschaftlicher Auseinandersetzung und Projektionsflächen konkurrierender Funktionsbestimmung“ waren. Die Studie wurde von Robert Kretzschmar als „Meilenstein für die Archivgeschichte“ gewürdigt. Im Jahr 2018 erschien eine englische Übersetzung des Buches unter dem Titel The birth of the archive. A history of knowledge.
Friedrich war mit Monika E. Müller Herausgeber eines 2020 veröffentlichten Sammelbandes zum Frankfurter Gelehrten Zacharias Konrad von Uffenbach, der ein wichtiger Vertreter der großen Leidenschaft des Sammelns im 18. Jahrhundert gilt. In der Forschung wurde er in den vergangenen Jahrzehnten jedoch weitgehend vernachlässigt. Die Beiträge bündeln das Ergebnis einer Tagung aus dem Jahr 2018 in Hamburg und widmen sich unter anderem der Frage, ob es sich bei Uffenbach um einen typischen Repräsentanten frühneuzeitlicher Sammeltätigkeit und einer damit verbundenen Wissenskultur handelt. Friedrich untersuchte dabei die Quellenexzerpte des Züricher Gelehrten Johann Heinrich Ott (1617–1682) zur Geschichte der Täufer, die später von Uffenbach erworben wurden.
Friedrich gilt im deutschsprachigen Raum als einer der besten Kenner der Jesuiten. Im Jahr 2016 veröffentlichte er eine Gesamtdarstellung über die Jesuiten. Das Werk legt den Schwerpunkt auf die frühneuzeitliche Geschichte der Jesuiten von der Ordensgründung 1540 bis zur Aufhebung durch den Papst 1773 und zur Wiederzulassung 1814. Zwanzig Jahre nach dem letzten Überblicksband über die Geschichte der Gesellschaft Jesu in der Reihe C. H. Beck Wissen von Peter Claus Hartmann legte Friedrich einen Nachfolger in dieser Reihe mit einem Umfang von rund 120 Seiten vor. Außerdem gab er 2022 eine englische Übersetzung unter dem Titel The Jesuits. A History heraus.
Mit seinen neueren Arbeiten widmet sich Friedrich mit der Geschichte der Genealogie in der Frühen Neuzeit einem neuen Forschungsschwerpunkt. Im Jahr 2019 gab er zusammen mit Jost Eickmeyer und Volker Bauer einen Sammelband zu dem Thema heraus, der auf eine Tagung in Wolfenbüttel aus dem Jahr 2017 zurückgeht. Im Unterschied zur bisherigen Forschung, die sich hauptsächlich für die soziale und politische Bedeutung der Genealogie interessierte, wählt Friedrich eine wissensgeschichtliche Perspektive. Damit ist der Fokus auf den Entstehungsprozess genealogischen Wissens und die hiermit verbundenen Implikationen gemeint. Seine neueste Monographie untersucht dementsprechend anhand des Nürnberger Gelehrten Jakob Wilhelm Imhoff (1651–1728) Genealogie als Forschungs- und Rechercheunternehmen. Mit dem Werk legt Friedrich eine Mikrostudie vor, die die Umbruchsprozesse aufzeigt, welche mit dem Entstehen einer neuen kritischen Genealogie um 1700 verbunden waren.

## Schriften (Auswahl)
Monographien
- The Maker of Pedigrees. Jakob Wilhelm Imhoff (1651–1728) and the Meanings of Genealogy around 1700. Baltimore, Johns Hopkins UP 2023, ISBN 978-1-421-44579-3.
- Die Jesuiten. Von Ignatius von Loyola bis zur Gegenwart. Beck, München 2021, ISBN 978-3-406-77544-4.
- Die Jesuiten. Aufstieg, Niedergang, Neubeginn. Piper, München 2016, ISBN 978-3-492-05539-0.
- Die Geburt des Archivs. Eine Wissensgeschichte. Oldenbourg, München 2013, ISBN 978-3-486-74595-5.
- Der lange Arm Roms? Globale Verwaltung und Kommunikation im Jesuitenorden 1540–1773. Campus, Frankfurt am Main 2011, ISBN 978-3-593-39390-2.
- Die Grenzen der Vernunft. Theologie, Philosophie und gelehrte Konflikte am Beispiel des Helmstedter Hofmannstreits und seiner Wirkungen auf das Luthertum um 1600 (= Schriftenreihe der Historischen Kommission bei der Bayerischen Akademie der Wissenschaften. Bd. 69). Vandenhoeck & Ruprecht, Göttingen 2004, ISBN 3-525-36062-2 (Digitalisat).

Herausgeberschaften
- mit Jost Eickmeyer und Volker Bauer: Genealogical Knowledge in the Making. Tools, Practices, and Evidence in early modern Europe (= Cultures and Practices of Knowledge in History. Wissenskulturen und ihre Praktiken. Bd. 1). De Gruyter Oldenbourg, Berlin u. a. 2019, ISBN 978-3-11-058995-5.
- mit Jacob Schilling: Praktiken frühneuzeitlicher Historiographie (= Cultures and Practices of Knowledge in History. Wissenskulturen und ihre Praktiken. Bd. 2). De Gruyter Oldenbourg, Berlin u. a. 2019, ISBN 978-3-11-057230-8.
- mit Monika E. Müller: Zacharias Konrad von Uffenbach. Büchersammler und Polyhistor in der Gelehrtenkultur um 1700 (= Cultures and Practices of Knowledge in History. Wissenskulturen und ihre Praktiken. Bd. 4). De Gruyter Oldenbourg, Berlin u. a. 2021, ISBN 978-3-11-060531-0.
- mit Sascha Salatowsky, Luise Schorn-Schütte: Konfession, Politik und Gelehrsamkeit. Der Jenaer Theologe Johann Gerhard (1582–1637) im Kontext seiner Zeit (= Gothaer Forschungen zur Frühen Neuzeit. Bd. 11). Steiner, Stuttgart 2017, ISBN 3-515-11605-2.
- mit Alexander Schunka: Reporting Christian missions in the eighteenth century. Communication, culture of knowledge and regular publication in a cross-confessional perspective (= Jabloniana. Quellen und Forschungen zur europäischen Kulturgeschichte der Frühen Neuzeit. Bd. 8). Harrassowitz, Wiesbaden 2017, ISBN 3-447-10825-8.
- mit Gabriele Wimböck, Karin Leonhard: Evidentia. Reichweiten visueller Wahrnehmung in der Frühen Neuzeit (= Pluralisierung & Autorität. Bd. 9). Lit, Münster 2007, ISBN 978-3-8258-0632-3.
- mit Frank Büttner, Helmut Zedelmaier: Sammeln, Ordnen, Veranschaulichen. Zur Wissenskompilatorik in der Frühen Neuzeit. Lit, Münster 2003, ISBN 3-8258-7164-9.